# آن بيري
آن بيري (بالإنجليزية: Anne Perry)‏‏ (28 أكتوبر 1938 في لندن - 10 أبريل 2023) كاتِبة، وروائية، وكاتبة للأطفال من المملكة المتحدة.

## حياتها المبكرة
ولدت بيري في منطقة بلاكهيث، بلندن، عام 1938، وقبل استقرارها في نيوزلندا، عاشت فترة في جزر جزر البهاما عندما كانت في سن الثامنة.ودخلت دار الرعاية في طفولتها بسبب مرضها.
أمضت آن بيري عندما كانت في عمر الخامسة عشر خمسة أعوام في السجن، بعد أن ضربت والدة إحدى صديقاتها 20 مرة بطوبة إسمنتية حتى الموت في مدينة كرايستشيرتش بنيوزيلندا عام 1954. وغيرت اسمها بعد إطلاق سراحها من جولييت هومليه إلى آن بيري. وظلت بيري متخفية عن هذا الماضي، حتى اكتشفت الصحافة قصتها ونشرتها في تسعينيات القرن الماضي.

## مسيرتها المهنية
غادرت آن بيري بعد إطلاق سراحها نيوزيلندا وعادت إلى المملكة المتحدة، وعملت مضيفة طيران، وبعدها انتقلت إلى الولايات المتحدة الأمريكية. وفي عام 1968، انضمت إلى كنيسة يسوع المسيح لقديسي الأيام الأخيرة قبل أن تستقر في قرية بورتماهوماك في إسكتلندا.
في عام 1979، نشرت روايتها الأولى "جلاد شارع كيتر"، وبدأت منها رحلتها في كتابة سلسلة من الروايات حتى بلغت إجمالي مبيعات أعمالها 25 مليون نسخة حول العالم.

## تسجيد قصتها
في عام 1994، عرض فيلم "هيفنلي كريتشرز" للمخرج بيتر جاكسون، والذي استند إلى قصة حياة بيري، وأدّت دور بيري الممثلة كيت وينسلت.

## وفاتها
أعلنت دار النشر الفرنسية "10/18" وفاة بيري عن 84 عاما في لوس أنجلوس في 13 أبريل من عام 2023، ونعتها الدار بالقول إن "التاريخ سيخلّد الشخصيات التي تناولتها الكاتبة ورواياتها البوليسية البارزة، واهتمامها بالقضايا الاجتماعية". وكشف وكيل أعمالها عن تدهور صحتها بعد أن أصيبت بنوبة قلبية في ديسمبر من عام 2022.

## الجوائز
- جائزة إدغار

## روابط خارجية
- آن بيري على موقع IMDb (الإنجليزية)
- آن بيري على موقع ميوزك برينز (الإنجليزية)